# Cloître de Tulle
Le cloître de Tulle est un ensemble religieux adjacent à la cathédrale Notre-Dame de Tulle. 
Jusqu'en 2022, le lieu était désigné comme étant le musée du Cloître de Tulle ou musée municipal d'Art et d'Histoire du pays de Tulle car il abritait des collections reflétant les découvertes et l'histoire de Tulle et de sa région. Le 3 janvier 2022, le musée du Cloître a définitivement fermé ses portes afin de préparer l’ouverture du nouvel équipement muséal de la ville, la Cité de l'accordéon et des patrimoines de Tulle,, inauguré en avril 2024.
Le cloître demeure accessible à la visite mais ne présente plus de collections.

## Le site
Les origines légendaires remontent au IVe siècle et attribuent la fondation du premier monastère à saint Martin de Tours. L'origine historique certaine est liée à saint Calmine de Laguenne aux VIe-VIIe siècles. Le site a également bénéficié du mécénat de Clément VI le Magnifique[réf. nécessaire], pape d’Avignon originaire de la région.

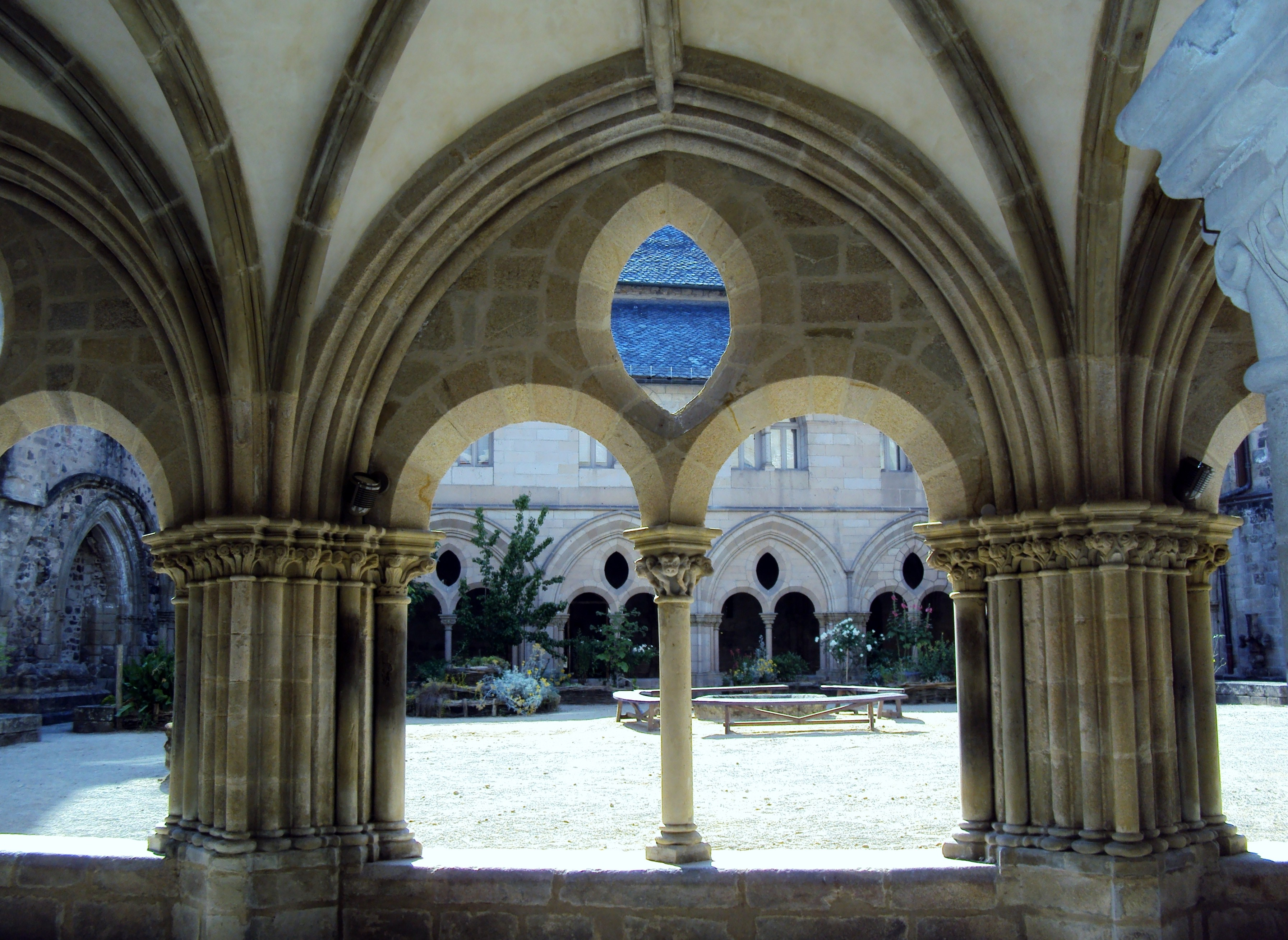
Le jardin du cloître vu depuis l'aile Ouest.

L’abbaye Saint-Martin-et-Saint-Michel, édifice de style gothique du XIIIe siècle, jouxte la cathédrale Notre-Dame de Tulle.
La salle capitulaire, ornée de vestiges d’un décor peint du début du XIVe siècle est un sanctuaire vénérant la présence miraculeuse de Notre-Dame de Tulle.
Les galeries du cloître offrent un mélange entre des éléments gothiques du XIIIe siècle et des restitutions, dues aux campagnes de reconstruction que connut l'édifice à partir de la fin du XIXe siècle. L’une de ces campagnes aboutit en 1928 à la reconstruction de la galerie Ouest, destinée à abriter le musée du Cloître. Celui-ci occupe l'aile Ouest, le cloître et la salle capitulaire de l'aile Est.

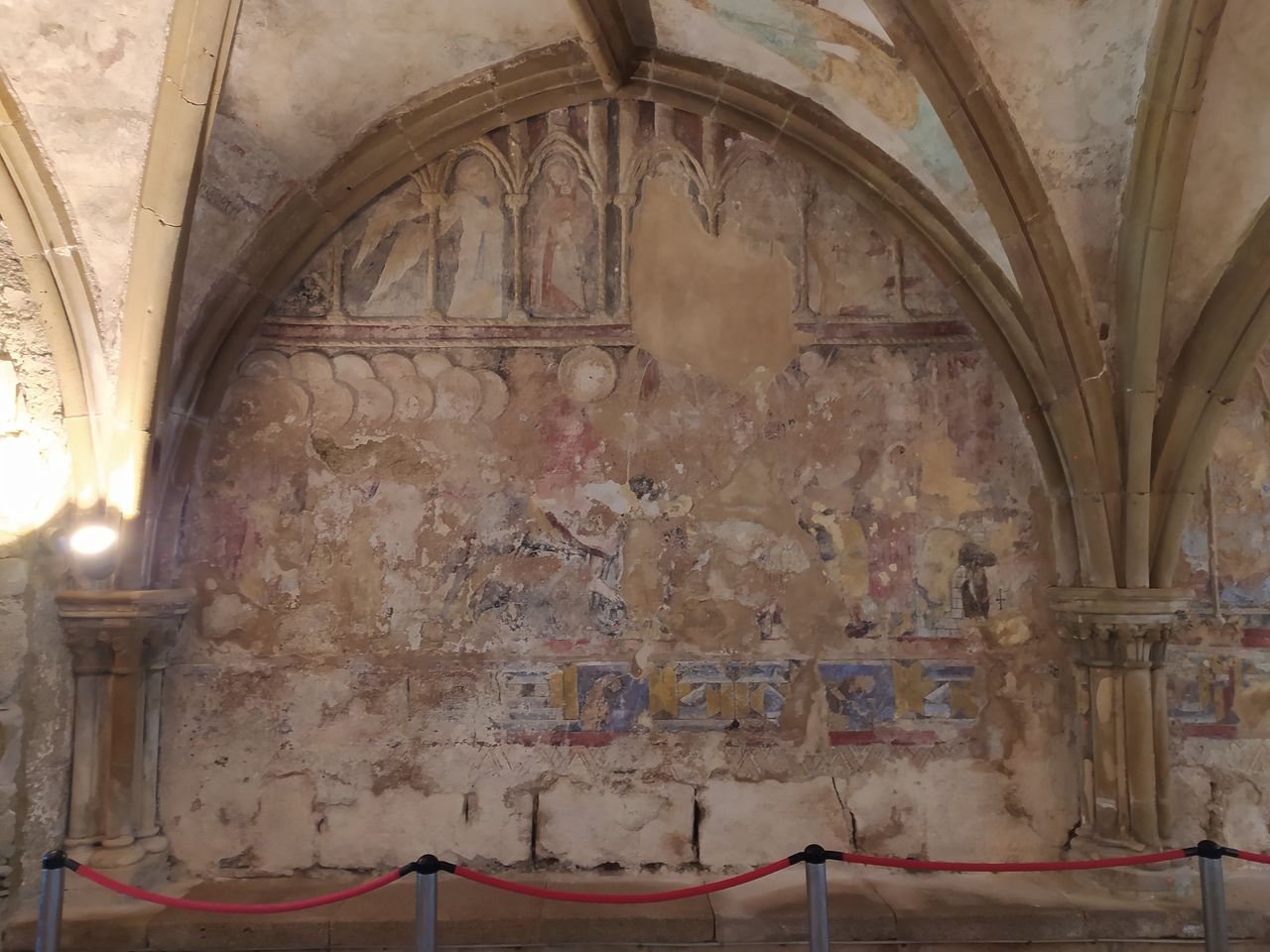
Entrée du Christ à Jérusalem, dans la salle capitulaire.

L'ensemble du site est classé comme monument historique en 1862.
Menée en 2010 et 2011, la dernière campagne de rénovation a permis la rénovation et la mise en valeur de la galerie Est. À son extrémité, la salle capitulaire conserve un décor mural, en très mauvais état, avec deux peintures du XIVe siècle représentant la Cène et l’Entrée du Christ à Jérusalem.
Un jardin d'inspiration médiévale rassemble des simples médecines, des plantes potagères, tinctoriales, fruitières et ornementales.

## Histoire de l'ancien musée
Le musée de Tulle, à vocation départementale dès la première conception, remonte à 1819. Après bien des tentatives, il est fixé en janvier 1893 par la Société des lettres, sciences et arts de la Corrèze sur initiative d’Émile Fage. Pérégrinant dans plusieurs sites de la ville — ancien collège des jésuites (théâtre actuel), ancienne mairie (détruite), ancien évêché (actuel hôtel de ville) —[réf. nécessaire], il occupe à partir de 1905 l’aile Ouest, le jardin, le cloître et la salle capitulaire de l'aile Est de l’ancienne abbaye bénédictine.
Il reçoit un statut municipal en 1928 sous les auspices du docteur André Mazeyrie dont il porte aussi le nom.
Contrôlé par la direction des musées de France depuis 1954, il possède le label « musée de France » depuis le 4 février 2003.
Le musée a fêté en 2005, en organisant une « Année du musée », le centenaire de son installation dans le site même de l'abbaye de Tulle.

### Intégration à la Cité de l'accordéon et des patrimoines
Historiquement, la ville de Tulle disposait de deux musées : le musée du Cloître et le Musée des armes, ouvert en 1977, mais fermé depuis plusieurs années. La ville s'est donc engagée dans un projet de restructuration de ses musées municipaux qui vise à regrouper un sein d'un nouveau bâtiment des collections aujourd'hui dispersées ou non visibles.
À la suite de la validation du projet scientifique et culturel de la future Cité de l'accordéon et des patrimoines de Tulle en 2019, des travaux sont menés dans plusieurs bâtiments. Ceux-ci accueillent désormais un parcours permanent autour de trois thèmes : l'accordéon, la dentelle en poinct de Tulle et l'histoire de la manufacture d'armes de Tulle,. L'ancien musée du Cloître est rattaché à cet ensemble.
La Cité de l'accordéon et des patrimoines ouvre ses portes le 6 avril 2024. Elle est inaugurée par Rachida Dati, ministre de la Culture, ainsi que par François Hollande, ancien maire de Tulle et ancien président du conseil départemental de la Corrèze.

### Collections
Les collections du musée visaient à refléter la diversité des centres d’intérêts de la région et de la population. Se déclinent ainsi des collections de géologie, d'archéologie, de la Préhistoire, de l'Antiquité gallo-romaine (en lien avec le site gallo-romain de Tintignac). Les collections abordent aussi l'histoire courtoise (Ventadour, les troubadours), pontificale (première croisade et Urbain II, papes du XIVe siècle en Avignon), royale (Charles VII, René d’Anjou au XVe siècle…), la sigillographie, les célébrités et paysages locaux, l'ethno-histoire, les rites, la magie et la sorcellerie (fonds Gaston Vuillier), les arts et traditions populaires, l'exotisme (arts dits premiers), l'histoire coloniale, les traditions herméneutiques, les confraternités et confréries, le compagnonnage, l'outillage (collection Hermann), la mécanique (machine à vapeur V. Forot), la serrurerie, l'orpaillage, les plaques de cheminée, les armes, les accordéons et les éventails, les céramiques (fonds Gabriel Bernadou), les dentelles et broderies (réseau et poinct de Tulle – fonds Delmas-Marthon), les textiles précieux (opus anglicanum du XIVe siècle et fonds R. Lacoste), les peintures du XVIe siècle à nos jours, les sculptures, les objets d’art et le mobilier[réf. incomplète].
L’art sacré du Moyen Âge au XXe siècle représente la collection majeure. Jusqu'à la fermeture du musée avant le transfert des collections, la collection permanente était appelée à évoluer par roulement. Un fonds documentaire complète les collections.

Gisants présentés dans la cour du musée
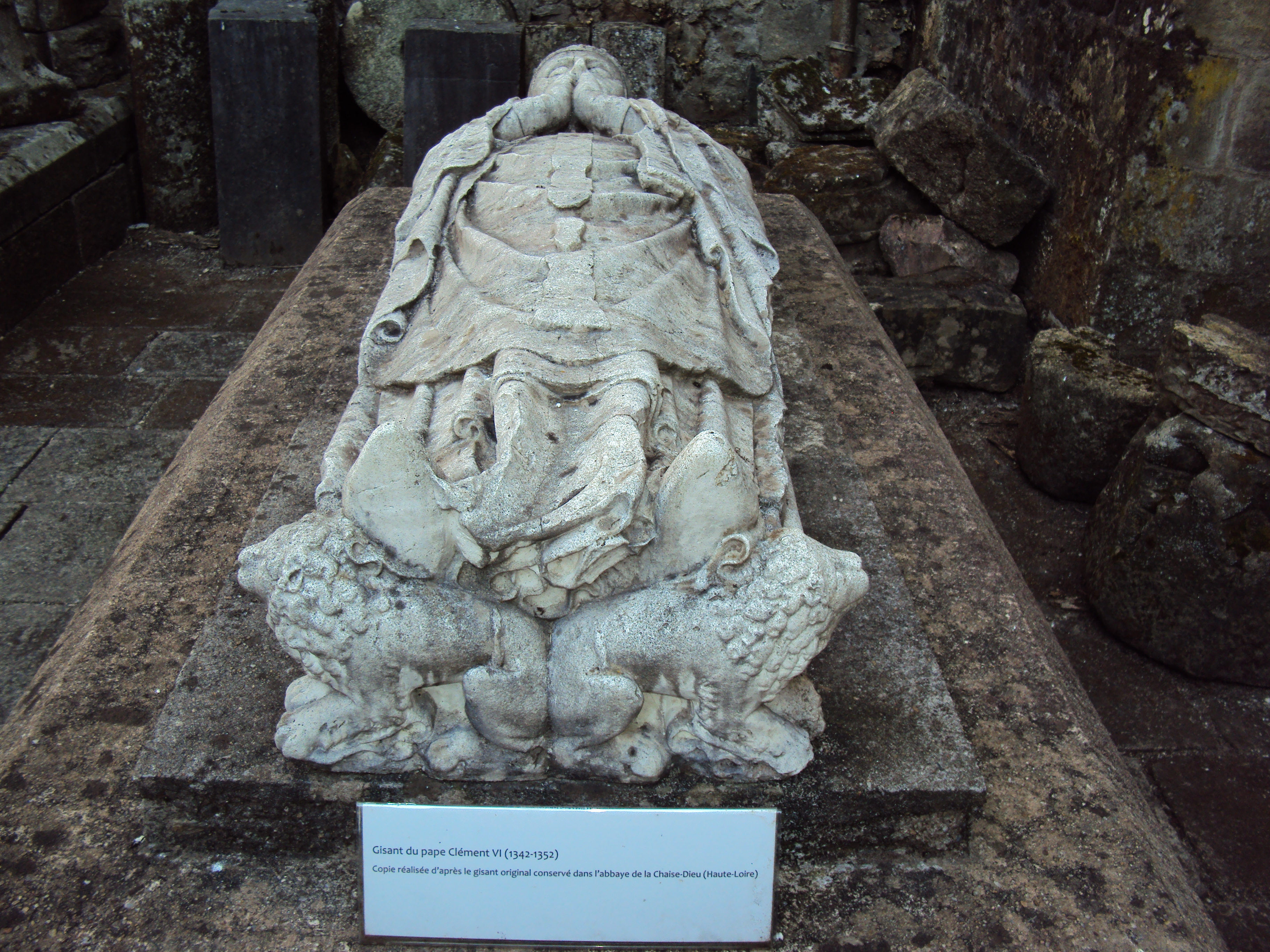
Gisant du pape Clément VI.
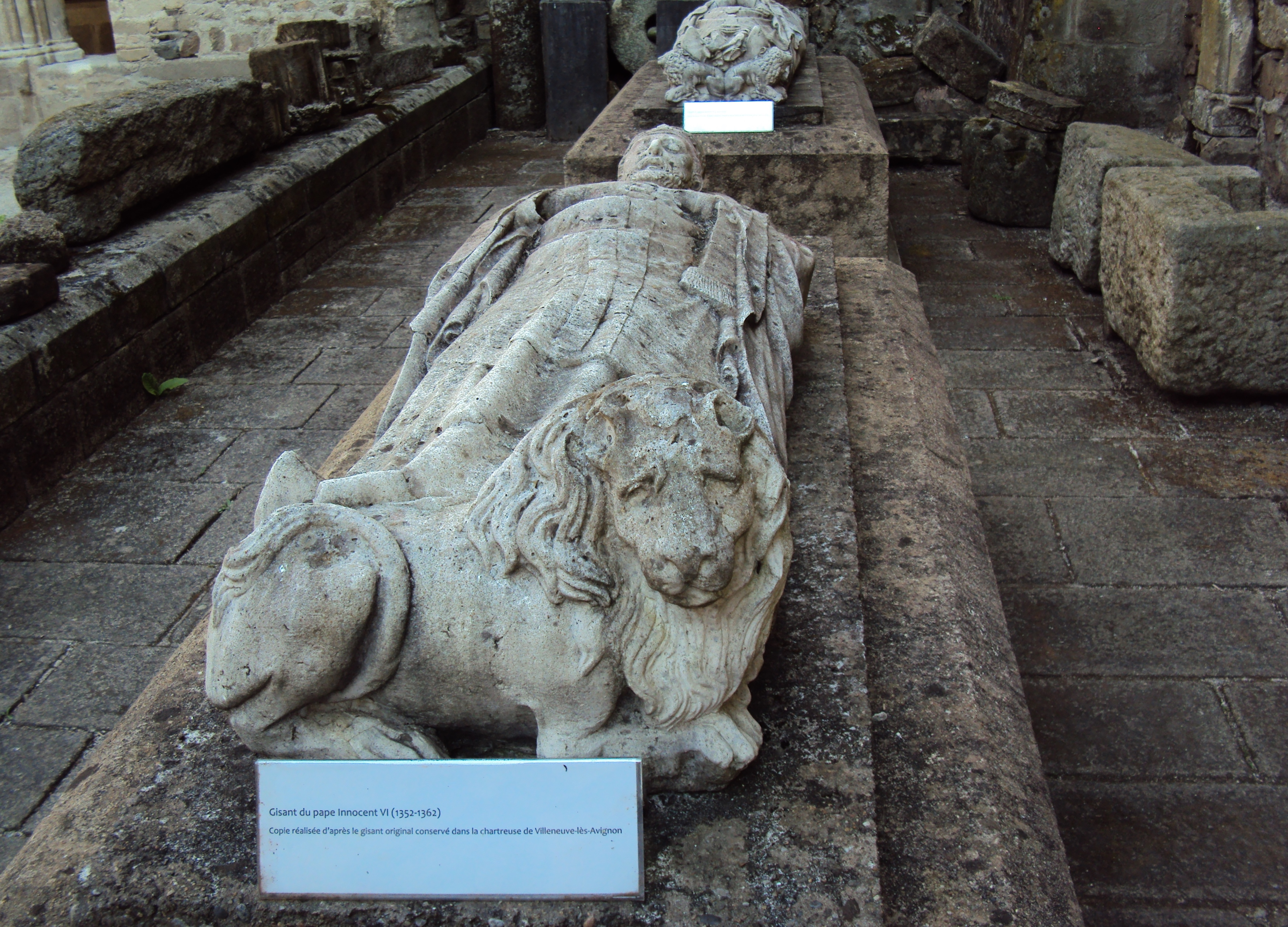
Gisant du pape Innocent VI.